# Jesús Piñuelas
Jesús Fernando Piñuelas Sandoval (Los Cabos, 27 marzo 1998) è un calciatore messicano, difensore del Querétaro.

## Carriera
Cresciuto nel settore giovanile dell'Atlético San Luis, debutta in prima squadra il 9 gennaio 2021 in occasione dell'incontro di Liga MX perso per 2-1 contro l'América.

## Statistiche

### Presenze e reti nei club
Statistiche aggiornate al 16 febbraio 2023.
| Stagione                 | Squadra                  | Campionato               | Campionato | Campionato | Coppe nazionali | Coppe nazionali | Coppe nazionali | Coppe continentali | Coppe continentali | Coppe continentali | Altre coppe | Altre coppe | Altre coppe | Totale | Totale |
| Stagione                 | Squadra                  | Comp                     | Pres       | Reti       | Comp            | Pres            | Reti            | Comp               | Pres               | Reti               | Comp        | Pres        | Reti        | Pres   | Reti   |
| ------------------------ | ------------------------ | ------------------------ | ---------- | ---------- | --------------- | --------------- | --------------- | ------------------ | ------------------ | ------------------ | ----------- | ----------- | ----------- | ------ | ------ |
| 2020-2021                | Atlético San Luis        | LM                       | 7          | 0          |                 | -               | -               |                    | -                  | -                  |             | -           | -           | 7      | 0      |
| 2021-2022                | Atlético San Luis        | LM                       | 17         | 1          |                 | -               | -               |                    | -                  | -                  |             | -           | -           | 17     | 1      |
| 2022-2023                | Atlético San Luis        | LM                       | 7          | 0          |                 | -               | -               |                    | -                  | -                  |             | -           | -           | 7      | 0      |
| Totale Atlético San Luis | Totale Atlético San Luis | Totale Atlético San Luis | 31         | 1          |                 | -               | -               |                    | -                  | -                  |             | -           | -           | 31     | 1      |
| Totale carriera          | Totale carriera          | Totale carriera          | 31         | 1          |                 | -               | -               |                    | -                  | -                  |             | -           | -           | 31     | 1      |